# أغبلاغ حسن كندي
أغبلاغ حسن‌ كندي هي قرية في مقاطعة هشترود، إيران. عدد سكان هذه القرية هو 144 في سنة 2006.